# Birger Larsson (arkitekt)
Nils Birger Larsson, född 4 oktober 1915 i Älmhults församling, Kronobergs län, död 24 augusti 2010 i Lunds domkyrkoförsamling, var en svensk arkitekt.
Larsson, som var son till en folkskollärare, avlade studentexamen i Växjö 1934 och utexaminerades från Kungliga Tekniska högskolan 1941. Han var anställd på privat arkitektkontor 1939–1941, lärare vid Lunds stads skolor för yrkesundervisning 1943–1946, anställd vid Lantbruksförbundets Byggnadsförening från 1941 och stadsarkitekt i Simrishamns stad och Österlens arkitektdistrikt från 1947. Han efterträddes på denna post 1954 av Gunnar Camper  och var därefter åter verksam vid LBF/K-konsult i Lund. Birger Larsson är begravd på Norra kyrkogården i Lund.